# Psicografía (mercadotecnia)
En el campo de la mercadotecnia, se llama psicografía (en inglés «psychographics») al estudio y clasificación de las personas según sus actitudes, aspiraciones y otros criterios psicológicos. Se trata de una metodología cualitativa utilizada para encontrar rasgos comunes en grupos de consumidores o usuarios que permitan efectuar una segmentación del mercado sobre la base de algunos de sus aspectos psicológicos. La psicografía se ha aplicado al estudio de la personalidad, los valores, las opiniones, las actitudes, los intereses y los estilos de vida. Debido a que esta área de investigación enfoca especialmente las actividades, intereses y opiniones, los factores psicográficos a menudo se abrevian como "variables AIO".

## Historia
En 1964 el graduado de Harvard, sociólogo Daniel Yankelovich, ofreció a usar la segmentación no demográfica para ayudar a las empresas pronosticar mejor el comportamiento de los consumidores, mejorar el desarrollo de productos, la distribución, la formación de precios y la publicidad. Aproximadamente al mismo tiempo el investigador de mercado Emanuel Demby comenzó a usar el término “psicografía” para designar las diferencias en los puntos de vista, en los valores y el comportamiento en cierto segmento demográfico.
Durante diez años Arnold Mitchell ha desarrollado la metodología psicográfica “Valores, tratamiento y modo de vida” (VALS). A pesar de la crítica, incluyendo de Daniel Yankelovich, lo apoyaron los marketólogos, lo que estimuló a Advertising Age a llamar la VALS “uno de diez logros principales en la esfera de los estudios de márketing de los años 1980”.

## Definición de perfiles
Los perfiles psicográficos permiten clasificar a los grupos de personas según aspectos de su personalidad, gustos, intereses, inclinaciones, aspiraciones, temores, etc. Conocer esta información, permite diseñar campañas que influyan en el público de manera más eficaz, tanto se trate de incrementar las ventas de un producto, estimular la contratación de un servicio o impulsar la candidatura de un político. La segmentación se establece a partir de parámetros básicos: personalidad, estilo de vida y valores.

### Personalidad
Los criterios o factores que intervienen en este parámetro pueden variar según distintos analistas. Uno de los más utilizados es el llamado modelo de los cinco grandes o "Big Five" y resumidos como OCEAN por su sigla en inglés, que se basa en las dimensiones de la Extroversión, la Inestabilidad, la Socialización, la Apertura para la experiencia y la Escrupulosidad. Este modelo fue el aplicado en la investigación inicial de Kosinki y Stillwell, luego utilizado por Cambridge Analytica en campañas electorales de diversos lugares del mundo.
El modelo de los cinco factores alternativos de la personalidad o ZKPQ (Zuckerman-Kulhman Personality Questionnaire) establece como dimensiones Neuroticismo-Ansiedad, Actividad, Sociabilidad, Impulsividad-Búsqueda de Sensaciones y Agresión-Hostilidad.

Se han propuesto otros modelos o esquemas de clasificación, basados en diferentes marcos teóricos.

### Estilo de vida
Este factor enfoca las características de la interacción de las personas con su entorno y se analiza según tres dimensiones:
- Actividades: Acciones y actividades del quehacer habitual laboral, profesional, personal y social.
- Intereses: Intereses culturales, deportivos, sociales, de ocio o esparcimiento.
- Opiniones: Apreciación y valoración de la relación con la cultura, la política, la economía, etc.

Estas dimensiones permiten establecer el modo en que las personas o los grupos destinan sus recursos al logro de objetivos visualizados como positivos, realizan elecciones de consumo o se inclinan por una opción política.

El estilo de vida forma parte de un modelo de segmentación que Arnold Mitchell describió en su trabajo «Values and Lifestyles Research», —basado en la pirámide de necesidades de Maslow—, que posteriores investigaciones ajustaron y dieron a conocer como VALS2. Este enfoque combina el estilo de vida con los valores.

### Valores
En el contexto de la psicografía, se entiende por valores aquellas creencias estables acerca de conductas, acciones u opciones que son buenas en sí mismas o producen buenos resultados. Estos valores suelen ser tácitos y compartidos por otras personas del entorno de pertenencia. Por ejemplo, las personas pertenecientes a sociedades occidentales tienden a creer que la juventud, la tecnología, la propiedad de bienes materiales, etc. son buenas en sí mismas.
Los valores pueden ser globales o específicos. Estos últimos están relacionados con áreas particulares de la pertenencia o actividad. Los valores globales suelen ser abstractos, profundamente enraizados en los individuos y aplicables a múltiples situaciones o elecciones. Dentro de estos valores, se pueden diferenciar aquellos vinculados a objetivos (tales como el placer, la riqueza o la aceptación social) y aquellos de carácter instrumental, que se visualizan como útiles para el logro de dichos objetivos (laboriosidad, competitividad, ambición, por ejemplo).

## Psicografía y demografía
Los datos que surgen de estudios demográficos permiten establecer segmentaciones a partir de parámetros básicos como edad, género, estado civil, nivel educacional, acceso a servicios públicos, etc. A partir de esta información, los estudios psicográficos permiten desagregar cada grupo mediante la aplicación de criterios específicos como valores expresados, pasatiempos o aficiones, opciones de estilo de vida, visitas a sitios web y puntos de vista políticos.

La segmentación por criterios psicográficos es complementaria a los estudios demográficos. A medida que los criterios de clasificación se hacen más específicos, aumenta el número de subconjuntos que agrupan personas de similares características y aumenta proporcionalmente la posibilidad de personalización de los mensajes que se emiten.

## Utilización
Los estudios psicográficos de individuos o comunidades pueden ser valiosos en los campos de mercadeo, investigación de opinión o predicción e investigación social en general.
Estos métodos llegaron al conocimiento del público en general luego del escándalo de Cambridge Analytica, que reveló las acciones mediante técnicas de psicografía y micro segmentación realizadas por los equipos de Donald Trump durante la campaña previa a las elecciones presidenciales de Estados Unidos de 2016.

Cambridge Analytica adquirió los datos de millones de usuarios de Facebook norteamericanos y los correlacionó con los datos y la segmentación surgidos de estudios psicográficos. Esto permitió que durante la campaña se enviaran a los votantes unos 50 000 mensajes personalizados diarios.
La segmentación psicográfica se usa en salud pública. Así, el uso de psicografía mejoró los resultados de los pacientes con diabetes en lo que se refiere al alcance de los objetivos personales respecto a la salud y redujo las hospitalizaciones repetidas después de la intervención quirúrgica.